# Artur Blasco i Giné
Artur Blasco i Giné (Barcelona, 1933) és un músic, investigador i divulgador del folklore i el cançoner popular català dels pobles del Pirineu. Forma part del grup El Pont d'Arcalís.

## Biografia
Va néixer el 1933 a Barcelona, però els seus pares vivien a Monistrol de Calders, on va viure ell també fins als dos anys. Fou llavors quan anà a viure a Santpedor. És la família la que li dona una formació musical bàsica durant la joventut.
Després d'una llarga estada de molts anys per Europa i Orient Mitjà, des d'on es dedicava a traduir literatura sueca al castellà per l'editorial barcelonina Seix Barral, va tornar a Catalunya. Va descobrir l'acordió diatònic s Arsèguel i la Seu d'Urgell, on al cap d'un any se n'hi aniria a viure i iniciaria la seva tasca de recuperació d'aquest instrument i de la música popular dels Pirineus. Ho compaginava amb la feina al Departament d'Agricultura, Ramaderia i Pesca de la Generalitat, ocupant-se, entre altres coses, de distribuir els punts de beurada de les pastures comunals.
Ha recollit, poble per poble, el cançoner popular dels pobles del Pirineu: En total unes 1.600 cançons. Així mateix ha impulsat la recuperació de l'acordió diatònic a Catalunya, ha organitzat la Trobada d'Acordionistes del Pirineu i el Museu de l'Arcordió d'Arsèguel.
Ha participat en diferents formacions musicals com "Acordionistes del Pirineu", "La Pobletana", i El Pont d'Arcalís, del qual en fou membre fundador. Ha editat cinc cançoners, entre els quals destaca el de tradició oral: "Rosa vermella, rosa galant" (1989).
El 1998 va rebre el Premi d'Actuació Cívica de la Fundació Lluís Carulla. L'any 2001 fou guardonat amb la Creu de Sant Jordi i el 2004 amb el Premi Nacional de Cultura Popular. El 2008, la Coordinadora d'Associacions per la Llengua Catalana li va lliurar el Premi Nacional Joan Coromines.

## Discografia
A banda de la seva discografia amb El Pont d'Arcalís ha publicat aquests treballs en solitari:
- 2012 - Les cobles del Peirot. CD-llibre. (Edicions Salòria)[5]
- 2013 - Pirineu. Cançons de vetllades vora del foc. (Edicions Salòria)[6]
- 2016 - Cançons de captaires, ermitans i d'altra gent de pas (REC Produccions Audiovisuals del Pirineu)[7]